# 李晧禎
李晧禎（韓語：이호정，1998年6月2日—），韓國啦啦隊和女偶像藝人，2021年在韓國職棒三星獅隊首次亮相，她亮麗的外型受到韓國和台灣的粉絲關注，目前擔任韓國釜山樂天巨人和韓國蔚山現代摩比斯太陽神、韓國清州KB之星女子職業籃球隊的啦啦隊。

## 個人介紹
韓國李晧禎美麗的外表與豪爽的個性受到韓國和台灣的粉絲關注，加上她的啦啦隊表演影片在網路迅速傳播，很快的她就成為了一位很受歡迎的啦啦隊員。2023年她加入家鄉釜山樂天巨人啦啦隊，並接受台灣職棒樂天桃猿隊邀請，參與主題日「Korea Party」。2023年底她以韓國釜山的區碼「051」作為Fubon Angels球衣背號，正式加入富邦啦啦隊和台灣粉絲見面。
2024年10月正式加入韓國蔚山現代摩比斯太陽神啦啦隊，應援韓國職業籃球 KBL 的比賽；2024年10月加入清州KB之星女子籃球隊啦啦隊，應援韓國女子職業籃球 WKBL 的比賽。
2025年正式加入韓國釜山樂天巨人啦啦隊，和韓國與台灣的大量粉絲見面，應援韓國職業棒球 KBO 的比賽。

### 應援台北天母球場12強比賽
12強賽主辦單位特別邀請來自韓國「2S 運動娛樂」5位高人氣韓國女孩：安芝儇、趙娟週、李晧禎、南珉貞、朴旻曙一起在台北天母球場擔任應援，她們在應援時穿上「Premier 12 STARS」全新設計款球衣，為大家帶來充滿韓國熱情與活力的精彩演出，網友也紛紛留言表示對於天母球場的韓國啦啦隊陣容感到相當興奮，都表示要去天母球場觀賞。

### 在韓國持續發展和應援
2024年12月2日經紀公司2S Spotainment表示李晧禎的合約到期，將返回韓國繼續發展，晧禎也歡迎台灣粉絲去韓國看她的應援演出。

## 啦啦隊經歷

### 棒球
| 年份       | 隊伍名稱 | 備註     |
| ---------- | -------- | -------- |
| 2021－2022 | 三星獅   | 韓國職棒 |
| 2023       | 樂天巨人 | 韓國職棒 |
| 2024       | 富邦悍將 | 中華職棒 |
| 2025－     | 樂天巨人 | 韓國職棒 |

### 籃球
| 年份       | 隊伍名稱             | 備註             |
| ---------- | -------------------- | ---------------- |
| 2021－2022 | 安養市正官庄赤紅火箭 | 韓國籃球聯賽     |
| 2023－2024 | 富邦勇士             | Fubon Angels     |
| 2024－     | 蔚山現代摩比斯太陽神 | 韓國籃球聯賽     |
| 2024－     | 清州KB之星女子籃球隊 | 韓國女子籃球聯賽 |

### 足球
| 年份       | 隊伍名稱               | 備註             |
| ---------- | ---------------------- | ---------------- |
| 2021－2022 | 慶南足球俱樂部         | 韓國職業足球聯賽 |
| 2024       | 大田韓亞市民足球俱樂部 | 韓國職業足球聯賽 |

## 外部連結
- 李晧禎的Facebook專頁
- 李晧禎的Instagram帳戶
- YouTube上的李晧禎頻道
- 李晧禎的TikTok
- 李晧禎的Threads